# Невафильм
Нева́фи́льм (ранее Нева́-1) — российская кинокомпания, расположенная в Санкт-Петербурге.
Занимается дублированием иностранных кинофильмов на русский язык, переозвучиванием отечественных фильмов, кинопрокатом, проектированием кинотеатров, поставками оборудования для кинотеатров и сервисом по кинооборудованию, включая IMAX-кинотеатры.

## История компании

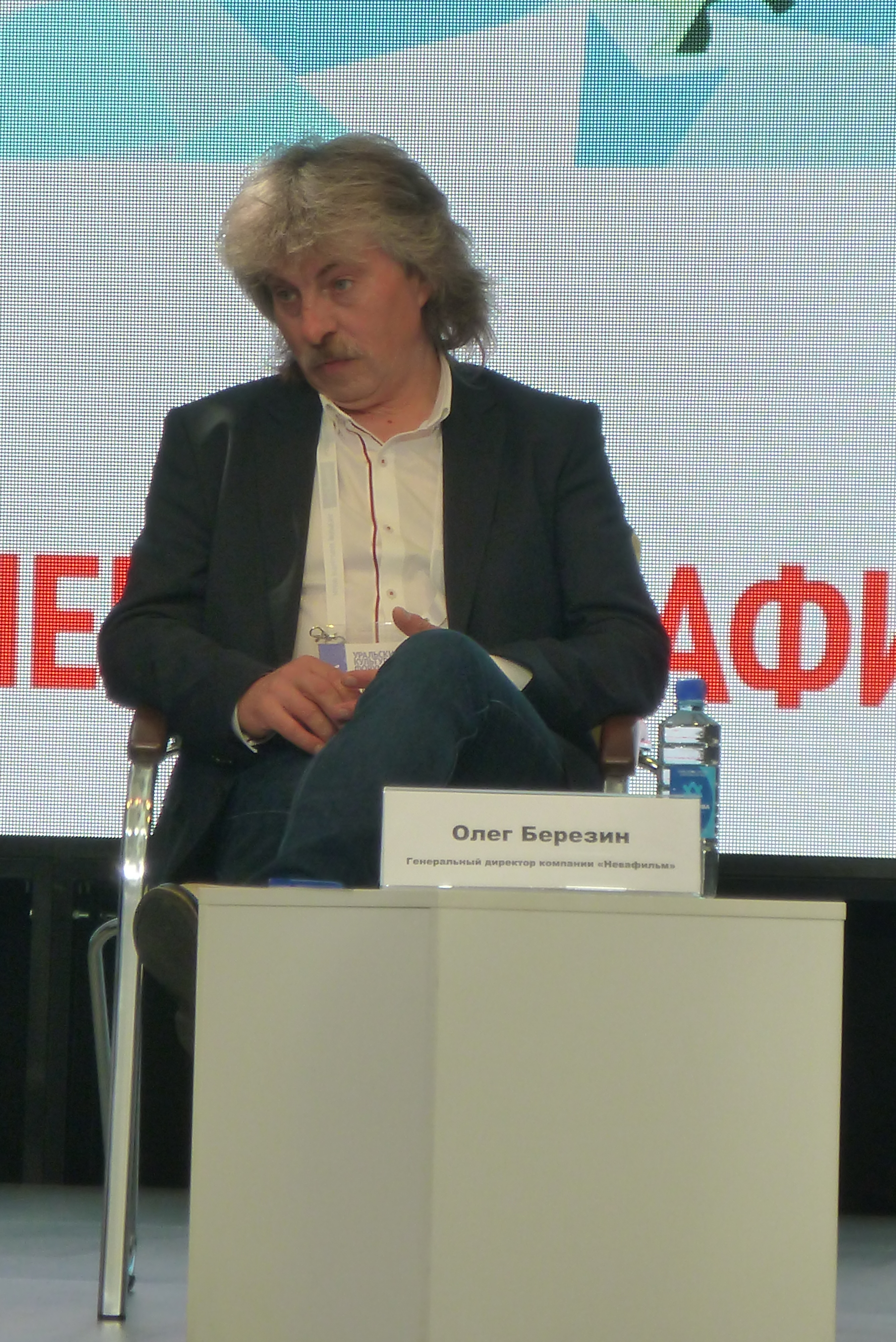
Генеральный директор «Невафильма» Олег Березин в Первоуральске, 7 июня 2019 года

Компания была основана в апреле 1992 года и с самого начала стала заниматься дубляжом иностранных фильмов на русский язык. Основная ставка была сделана на использование новых технологий, что позволило стать первой (до 1996 года — единственной) из российских компаний, способной осуществлять запись телевизионных и электронных изображений на киноплёнку и производить титры для кинокартин электронными методами — при том, что зарубежных фильм-рекордеров в России тогда ещё не было.
Поначалу дубляж кинокартин вёлся по заказу российских кинопрокатчиков, однако в 1994 и 1998 годах компании поступают первые заказы от иностранных студий Walt Disney Pictures и Sony Pictures. В 1998 году компания развивает техническую базу и начинает заниматься поставками аппаратуры для предприятий кинопоказа. На протяжении первых 10 лет студия «Нева-1» располагалась в арендованном павильоне киностудии «Ленфильм», имевшей большой опыт дубляжа фильмов в советское время. Вскоре, из-за того, что «Ленфильм» начал работать в режиме сокращённой рабочей недели, между двумя студиями начались сложности в отношениях аренды и совместной деятельности. В 2000 году руководители «Невы» купили и в течение двух лет переехали в здание на Васильевском острове Санкт-Петербурга.
20 ноября 2008 года компания «Невафильм» и Корпорация IMAX Corporation объявили о подписании долгосрочного соглашения о технической поддержке кинотеатров IMAX на территории России и СНГ, исходя из которого, к 2011 году на территории СНГ должно работать в общей сложности 20 кинотеатров, в данный момент число кинотеатров на территории стран СНГ (Россия, Украина, Казахстан) составляет 40 кинотеатров IMAX. На данный момент на территории России и СНГ всего трое квалифицированных техников IMAX, имеющих соответствующие сертификаты, прошедших специальную подготовку.
В августе 2022 года московский филиал «Невафильма» был закрыт по причине отсутствия зарубежного контента для дубляжа и продолжающегося закрытия кинотеатров в связи с остановкой деятельности в России крупных зарубежных кинопрокатчиков с весны 2022 года из-за вторжения на Украину.

## Клиенты

### Студии
- Disney Character Voices International (1994—2022)
- Warner Bros. (1994—2007, 2021—2022)
- 20th Century Fox (1998—2019)
- Columbia/Sony Pictures (1998—2022)
- Universal Pictures (2004—2022)
- Paramount Pictures (2005—2010)
- Netflix (2018—2022)
- Apple TV+ (2021—2023)

### Прокатчики
- Аргус-СВ (1992—1995)
- Ист-Вест (1994—1998)
- Гемини-Фильм (1994—2006)
- Екатеринбург-Арт (1995—1997)
- Централ Партнершип (2000—2010, 2024)
- Lizard Cinema (2008)
- Парадиз (2011—2012)